# フーゴー・リーマン
カール・ヴィルヘルム・ユリウス・フーゴー・リーマン（Karl Wilhelm Julius Hugo Riemann, 1849年1月18日 - 1919年7月10日）は、ドイツの音楽理論家、作曲家。アゴーギクを造語した。

## 生涯
シュヴァルツブルク＝ゾンダースハウゼン侯国のグロースメールラに生まれたリーマンは、理論をハインリヒ・フランケンベルガーに、ピアノをアウグスト・バルテル（August Barthel）とテオドール・ラッツェンベルガーに師事した。ベルリンとテュービンゲンで法学を学び、さらには哲学と歴史を学んだ。普仏戦争への出征後、彼は自分の人生を音楽に捧げることを決意し、そのためライプツィヒ音楽院で学んだ。その後ビーレフェルトに赴いた彼はその地で数年間教師と指揮者として働き、1878年にライプツィヒに戻ってからは大学で私講師となった。
音楽院での教員としての任用を強く望んでいたものの実現せず、リーマンは1880年にブィドゴシュチュへ移った。しかし1881年から1890年までは、ハンブルク音楽院でピアノと音楽理論を教えることになる。彼はゾンデルスハウゼン音楽院で短期間教えた後、ヴィースバーデンの音楽院でポストを得るが（1890年 - 1895年）、最終的には1895年にライプツィヒ大学に講師として戻ることになった。1901年には教授になっている。
1902年3月16日にライプツィヒのグラッシ博物館で開催された日本音楽実演 (Vorführung japanischer Musik) でリーマンは日本音楽についての講演を行った。ベルリン留学中の幸田幸（安藤幸）が箏とヴァイオリンの演奏家として迎えられ、箏による『東獅子』、『六段』、『松竹梅』の3曲、ヴァイオリンとピアノによる五音音階の中国音楽4曲と短調（七音階）の新日本民謡2曲、ピアノ独奏による日本民謡4曲（ルドルフ・ディットリヒによる編曲）が演奏された。

## 執筆活動
教員、講師、教育的作品の作曲家としての仕事に加え、リーマンは音楽に関する執筆活動によって世界的な名声を得ていた。彼の最も知られる著作は、音楽と音楽家に関する完全な辞書である「音楽事典 Musik-Lexikon」（1882年、第5版 1899年、英訳 1893年 - 1896年）、和声学に関する研究である「和声学の手引き Handbuch der Harmonielehre」、対位法に関する同様の書籍「対位法の教本 Lehrbuch des Contrapunkts」であり、これら全ては英訳されている。彼の発明の一つにTonnetzがあるが、これは現代のピッチ空間の考え方の先駆を成すもので、現在ネオリーマン理論（neo-Riemannian theory）の分野において基本的な解析ツールとなっている。
彼は様々音楽分派で多くの作品を創始した。彼の門弟にはドイツの作曲家、ピアニスト、オルガニスト、指揮者のマックス・レーガーや音楽学者で作曲家のワルター・ニーマンがいる。ただし、リーマンはレーガーの作風についていけず、後に激しく攻撃するようになった。

## 作曲活動
リーマンは多くのピアノ曲、歌曲、ピアノソナタ1曲、ソナチナ6曲、ヴァイオリンソナタ1曲、弦楽四重奏曲1曲を作曲している。